# Dumortierite
La dumortierite è un minerale appartenente al gruppo omonimo. Appartiene alla categoria dei neso-silicati; è un boro-silicato fibroso di alluminio variamente colorato. La dumortierite fu scoperta nel novembre 1879 da F. Gonnard a Chaponost, nel dipartimento del Rodano in Francia  e descritta per la prima volta nel 1881 da Alexis Damour : il minerale è stato così denominato in onore del paleontologo francese Eugène Dumortier.

## Abito cristallino
La dumortierite cristallizza nel sistema ortorombico, formando dei tipici aggregati fibrosi compatti composti di sottili cristalli prismatici I cristalli sono vitrei con colori variabili: azzurri, rosso bruni, verdi. Più raramente violetti o rosati. La colorazione dipende dalla sostituzione con atomi di ferro o altri metalli trivalenti degli atomi di alluminio. I cristalli possono mostrare pleocromismo.
Cristalli fibrosi con abito colonnare in aggregati paralleli o massivi.

## Origine e giacitura
Si forma in rocce metamorfiche ricche di alluminio ad alte temperature dopo un lento raffreddamento; si rinviene anche in alcune pegmatiti ricche di boro e nelle metamorfiti di contatto. È presente in rocce ignee acide a grana grossa (pegmatiti).
Si trova in masse di interesse estrattivo a Oreana in Nevada e a Dehesa in California e nell’Arizona (U.S.A.).
In Europa è presente in Francia. Si rinviene anche in Madagascar (Itremo Massif) e in Brasile. In Italia è 
stata segnalata nelle pegmatiti di Sondalo in Lombardia .
Il quarzo dumortieritico è un quarzo azzurro contenente inclusioni di dumortierite. Inclusioni submicroscopiche di dumortierite forniscono la tipica colorazione del quarzo rosa.

## Forma in cui si presenta in natura
I cristalli prismatici, traslucidi con lucentezza vitrea, di colore azzurro o violaceo, sono rari.
Si rinviene più frequentemente in aggregati compatti, colonnari o fibroso-raggiati o in patine azzurre. Il colore può anche essere rosso brunito.
La dumortierite è dura, pesante, ben sfaldabile. La polvere è di colore bianco, insolubile e infusibile. La striatura è bianca.

## Usi
La dumortierite viene utilizzata nella manifattura della porcellana di qualità e per la preparazione di refrattari alluminosi.